# 신석하 (1862년)
신석하(申錫厦, 1862년 3월 2일~?)는 합병이후 1910년 10월 평안북도 초산군수에 유임되어 1914년 2월까지 재직했던 인물이다.

## 생애
1862년 3월 2일에 태어남 1886년 함경도 도과(咸鏡道 道科) 문과시(文科試)에 급제하여, 1887년 9월 승문원 부정자에 임용되어서 1888년, 1889년, 1890년에는 승문원 정자, 승문원 저작랑, 승문원 박사, 승문원 전적을 차례로 지냈다.
1906년 서우학회 창설때 발기인으로 참여하여 평의원을 맡았으며, 1907년 3월 국체보상 서도의성회 발기인으로도 참여했다.
1908년 1월 서우학회와 한북흥학회를 통합한 서북학회의 회원으로 활동했으며, 10월 관직에 복귀하여 평안북도관찰도 초산군수로 부임되었으며, 1909년 위원군수 서리를 겸했다.
1910년 재직중에 적십자사 의주지부 협찬위원에 임명되었고, 1912년 8월 한국병합기념장을 받았다.

## 참고 자료
- 친일인명사전편찬위원회 (2009). 《친일인명사전》. 376쪽.